# Сюзанна Пойкьйо
Сюза́нна По́йкьйо (фін. Susanna Pöykiö, повне ім'я — фін. Susanna Kristiina Pöykiö; *22 лютого 1982, Оулу, Фінляндія) — фінська фігуристка, що виступала у жіночому одиночному фігурному катанні. П'ятиразова переможниця Національної першості Фінляндії з фігурного катання (2000, 2002, 2005, 2006 і 2007 роки), срібна (2005) і бронзова (2009) призерка Чемпіонатів Європи з фігурного катання, бронзова призерка Чемпіонату світу з фігурного катання серед юніорів 2001 року, учасниця Чемпіонатів світу з фігурного катання (найвищі досягнення — 8-і місця у 2005 і 2007 рр.), інших престижних змагань. Завершила кар'єру у 2010 році.

## Кар'єра

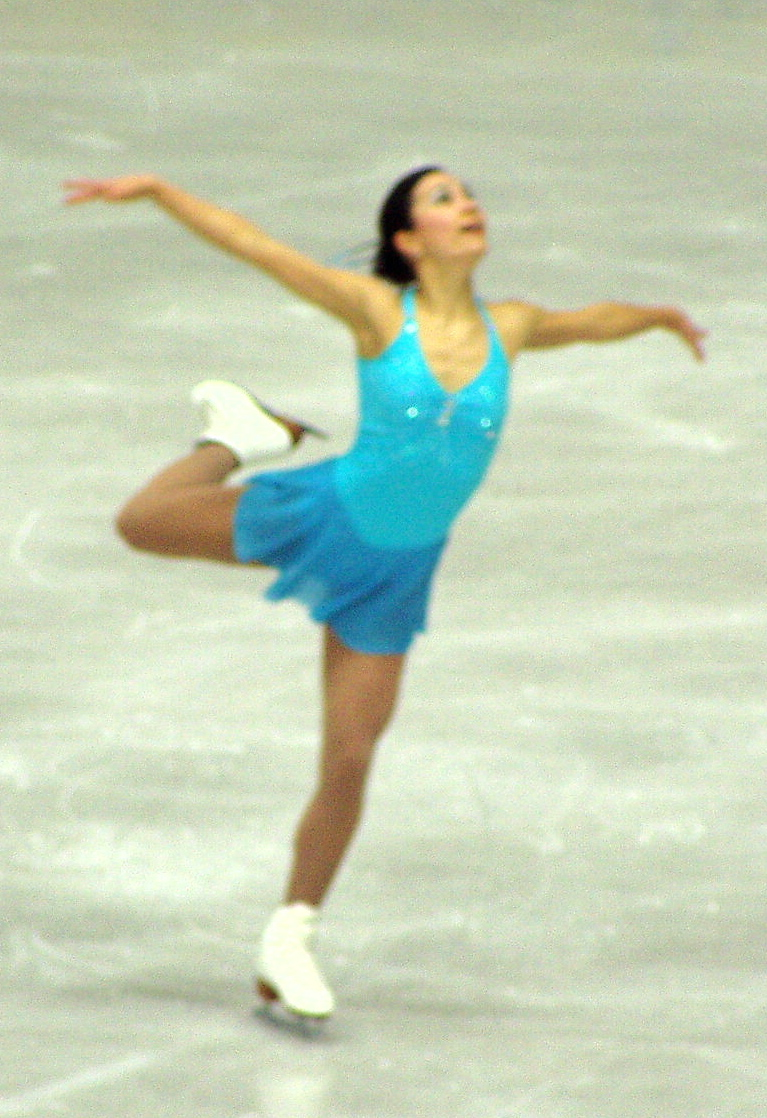
На Чемпіонаті світу з фігурного катання 2004 року в Дортмунді, кваліфікація

На Чемпіонаті Європи з фігурного катання 2005 року завоювала срібну медаль, яка стала першою в історії для Фінляндії в жіночому одиночному фігурному катанні на Європейських першостях. 
На Чемпіонаті Фінляндії з фігурного катання 2009 року, що відбувся в грудні 2008 року, стала третьою, поступившись, відповідно Кіірі Корпі та Лаурі Лепісто. На Чемпіонаті Європи з фігурного катання 2009 року після виконання короткої програми була другою, за співвітчизницею Лаурою Лепісто, але після довільної пропустила наперед Кароліну Костнер, завоювавши бронзу першості. На головному старті сезону 2008/2009 — Чемпіонаті світу з фігурного катання 2009 року в Лос-Анджелесі посіла 13-е місце, здобувши разом з Лаурою Лепісто (6-е місце) на цьому турнірі 2 олімпійські ліцензії для фінських фігуристок-одиночниць для участі на XXI Зимовій Олімпіаді (Ванкувер, 2010).

### Тренер
Впродовж тривалого часу Сюзанна тренувалася в Беріт Каййомаа (фін. Berit Kaijomaa). Після ХХ Зимової Олімпіади (Турин, 2006) її новим тренером стала її старша сестра Гейді Пойкьйо (фін. Heidi Pöykiö).

### Особисте
Крім фігурного катання С.Пойкьйо цікавиться читанням книжок, гольфом, дизайном інтер'єрів тощо.

## Спортивні досягнення

### після 2003 року
| Змагання/Сезони                                | 2003/2004 | 2004/2005 | 2005/2006 | 2006/2007 | 2007/2008 | 2008/2009 | 2009/2010 |
| ---------------------------------------------- | --------- | --------- | --------- | --------- | --------- | --------- | --------- |
| Зимові Олімпійські ігри                        |           |           | 13        |           |           |           |           |
| Чемпіонати світу з фігурного катання           | 12        | 8         | 9         | 8         |           | 13        |           |
| Чемпіонати Європи з фігурного катання          | 6         | 2         | 7         | 4         |           | 3         | WD        |
| Чемпіонати Фінляндії з фігурного катання       |           | 1         | 1         | 1         | 3         | 3         | 3         |
| Чемпіонати Північних країн з фігурного катання |           |           |           | 1         |           |           |           |
| Етапи Гран-прі: «Cup of China»                 |           |           |           |           | 8         | 5         |           |
| Етапи Гран-прі: «Skate America»                | 5         | 5         |           |           |           | 6         | 11        |
| Етапи Гран-прі: «Skate Canada»                 |           | 3         |           | 5         |           |           |           |
| Етапи Гран-прі: «Trophee Eric Bompard»         |           |           |           | 5         |           |           |           |
| Етапи Гран-прі: «Cup of Russia»                |           |           | 4         |           |           |           |           |
| Етапи Гран-прі: «NHK Trophy»                   | 4         |           |           |           |           |           |           |
| Етапи Гран-прі: «Bofrost Cup»                  | 2         |           |           |           |           |           |           |
| Турніри «Finlandia Trophy»                     | 1         | 1         |           | 2         | 2         | 5         | 10        |

### до 2003 року
| Змагання/Сезони                                | 1997/1998 | 1998/1999 | 1999/2000 | 2000/2001 | 2001/2002 | 2002/2003 |
| ---------------------------------------------- | --------- | --------- | --------- | --------- | --------- | --------- |
| Чемпіонати світу з фігурного катання           |           |           |           |           | 11        |           |
| Чемпіонати Європи з фігурного катання          |           |           |           |           | 6         | 9         |
| Чемпіонати з фігурного катання серед юніорів   |           |           |           | 3         |           |           |
| Чемпіонати Фінляндії з фігурного катання       |           | 1 J.      | 1         | 3         | 1         |           |
| Чемпіонати Північний країн з фігурного катання | 6 J.      |           |           |           |           |           |
| Етапи Гран-прі: «Skate Canada»                 |           |           |           |           |           | 9         |
| Етапи Гран-прі: «Bofrost Cup»                  |           |           |           |           | 8         | 3         |
| Турніри «Finlandia Trophy»                     |           |           |           | 4         | 6         | 1         |
| Турніри «Nebelhorn Trophy»                     |           |           |           | 10        | 15        |           |
| Фінал юніорського Гран-Прі                     |           |           |           | 6         |           |           |
| Етапи юніорського Гран-Прі, Норвегія           |           |           |           | 1         |           |           |
| Етапи юніорського Гран-Прі, Україна            |           |           |           | 3         |           |           |
| Етапи юніорського Гран-Прі, Швеція             |           |           | 5         |           |           |           |
| Етапи юніорського Гран-Прі, Японія             |           |           | 11        |           |           |           |
| Турніри «Gardena Spring Trophy»                |           |           |           | 2         |           |           |

- J = юніорський рівень

## Виноски
1. ↑  зустрічається різна вимова імені і прізвища фігуристки — Сюзанна/Сусанна Пойкйо/Пойкійо/Пьойкьо, до фінського оригіналу найближчим є наступне прочитання, в т.ч. яке б враховувало фінське ö — Сусанна Крістійна Пьоукійо